# RD-0210
Le RD-0210 ou RD-465 est un moteur-fusée à ergols liquides russe d'une poussée de 49 tonnes développé dans les années 1960 pour propulser le deuxième étage du lanceur soviétique Proton. Ce moteur, qui brûle un mélange d'UDMH et de peroxyde d'azote, utilise un système d'alimentation de type combustion étagée. Le deuxième étage de la fusée Proton utilise quatre moteurs de ce type regroupés dans un ensemble alimenté par la même turbopompe. Le moteur, dont le début de carrière opérationnelle a été émaillé d'incidents, a été construit à plus de 1 500 exemplaires et est toujours utilisé en 2016 pour propulser le lanceur Proton.

## Historique
Le moteur RD-0210, qui propulse le second étage du lanceur soviétique Proton dérive du moteur-fusée RD-0205. Ce dernier est développé au début des années 1960 pour propulser le second étage de la fusée UR-200 à usage universel (missile balistique intercontinental , missile anti-satellites et lanceur) proposé par le bureau d'études OKB-52 de Vladimir Tchelomeï. Le développement de l'UR-200, bien que répondant à des objectifs militaires similaires au missile R-36 également en cours de développement, est accepté en mars 1961 par le dirigeant soviétique Nikita Khrouchtchev. Le moteur est développé par le bureau d'études OKB-154, rebaptisé KB Khimautomatiki à compter de 1966, créé par Sémion Kosberg. L'ingénieur de l'OKB-154 Valery Kozelkov conçoit un moteur qui utilise un cycle fermé alors que ce type d'alimentation n'a jusque-là été mis en œuvre que sur un seul autre moteur. La mise au point se heurte à de nombreux problèmes techniques. en 1962, le gouvernement soviétique décide de développer le lanceur lourd à deux étages Proton et le RD-205 sert de base pour la réalisation des moteurs RD-0208 et RD-0209 qui doivent propulser le second étage. En 1966 les responsables du projet décident d'ajouter un troisième étage au lanceur Proton : dans ce nouveau contexte les moteurs du deuxième étage sont renommés respectivement RD-0210 et RD-0211, tandis que le troisième étage reçoit un moteur aux caractéristiques proches baptisé RD-0212. Courant 1964, les dirigeants soviétiques décident d'arrêter les travaux sur l'UR-200 et le développement du moteur se poursuit uniquement pour répondre aux besoins de la fusée Proton. Les tirs sur banc d'essais s'achèvent fin 1966 et le premier vol d'une fusée Proton équipé des RD-0210/RD-0211/RD-0212 a lieu en mars 1967. Au cours de l'année 1967 les travaux se poursuivent pour améliorer la fiabilité du moteur, car de nombreux problèmes de fonctionnement ont été détectés durant les essais : une protection thermique réalisée à l'aide d'un alliage de zirconium est ajoutée sur la face interne de la chambre de combustion, la structure de la turbine est renforcée, etc..

## Carrière opérationnelle
Les débuts de la carrière opérationnelle du moteur sont émaillés d'incidents. Parmi celles-ci figurent :
- le 22 novembre 1967 un des quatre moteurs du second étage d'une fusée Proton ne s'allume pas et le lancement est un échec. L'enquête révèle que le processus d'alimentation du moteur à l'allumage ne tenait pas compte de l'accélération axiale du lanceur et le problème est corrigé pour les vols suivants ;
- lors d'un vol qui a lieu en 1969 une nouvelle défaillance du RD-0210 est associé à la destruction du roulement à billes du rotor de la turbopompe. Après avoir pris des mesures palliatives temporaires le rotor est redessiné en 1982 pour réduire les charges auxquelles il est soumis ;
- en 1978 un composant de la turbine s'enflamme en vol à la suite de l'ingestion de particules étrangères et entraine la destruction de la fusée. Deux autres échecs du lanceur en 1999 attribués à la même origine entrainent des modifications dans la conception du moteur et dans les procédures de mise en œuvre.

## Caractéristiques techniques
Le moteur RD-0210 (Indice GRAU 8D411K) a une poussée de 582 kNewton (environ 59 tonnes). Le système d'alimentation en ergols utilise la combustion étagée à cycle fermé qui permet d'obtenir des pressions élevées dans la chambre de combustion et donc un rendement élevé : un mélange d'ergols plus riche en oxydant passe par une pré-chambre de combustion où il est en partie brûlé. Les gaz en sortie de cette préchambre entrainent la turbine de la turbopompe puis sont injectés dans la chambre de combustion. Les ergols utilisés sont hypergoliques (entrent spontanément en combustion lorsqu'ils sont mis en contact) : ces ergols sont l'UDMH et le peroxyde d'azote. L'impulsion spécifique est de 326,5 secondes. Le rapport de mélange est de 2,6. La pression dans la chambre de combustion est de 147 bars. Le moteur qui a une masse de 566 kg, a une hauteur de 2,33 mètres pour un diamètre de 1,4 mètre. Le second étage est propulsé par trois moteurs RD-0210 et un moteur RD-0211 légèrement différent. Dans ce dernier les gaz en sortie de la chambre de précombustion sont utilisés après avoir été refroidis pour mettre sous pression les deux réservoirs d'ergols. Chaque moteur est orientable et permet de modifier l'axe de sa poussée de 3,25°,.

## Les différentes variantes du moteur
Plusieurs moteurs aux caractéristiques très proches forment la famille du moteur RD-0210 : 
- RD-0203 (Indice GRAU : 8D44) : trois exemplaires de 559 kN de poussée propulsent le premier étage de l'UR-200 ;
- RD-0204 : variante du RD-0203 présente à un exemplaire sur le premier étage de l'UR-200 assurant la pressurisation des réservoirs ;
- RD-0206 (Indice GRAU : 8D47) : variante du RD-0203/RD-204 optimisée pour le vide non orientable équipant le second étage de l'UR-500 ;
- RD-0208 (Indice GRAU : 8D411) : évolution du RD-0203 avec une tuyère optimisée pour le vide équipant à trois exemplaires le second étage de l'UR-500 (Proton) ;
- RD-0209 (Indice GRAU : 8D412) : variante du RD-0208 équipée pour pressuriser les réservoirs et présente à un exemplaire sur le second étage de l'UR-500 (Proton) ;
- RD-0210 ou RD-465 (Indice GRAU : 8D411K) : évolution du RD-0208 équipant le second étage des lanceurs Proton-K et Proton-M ;
- RD-0211 ou RD-468 (Indice GRAU : 8D412K) : évolution du RD-0209 équipant le second étage des lanceurs Proton-K et Proton-M ;
- RD-0213 (Indice GRAU : 8D48) : variante du RD-0210 équipant le troisième étage des lanceurs Proton-K et Proton-M.

Ces moteurs sont regroupés en module pour propulser un étage :
- RD-0202 (Indice GRAU : 8D45) désigne l'ensemble formé par 3 RD-0203 et un RD-0204 propulsant le premier étage de l'UR-200 ;
- RD-0205 (Indice GRAU : 8D46) désigne l'ensemble formé par un RD-0206 et le moteur vernier RD-0207 propulsant le second étage de l'UR-200 ;
- RD-0212 ou RD-473 (Indice GRAU : 8D49) désigne l'ensemble formé par un RD-0213 et le moteur vernier RD-0214 propulsant le  troisième étage des lanceurs Proton-K et Proton-M.